# Les Tremayne
Lester Tremayne, detto Les (Londra, 16 aprile 1913 – Santa Monica, 19 dicembre 2003), è stato un attore, doppiatore e conduttore radiofonico britannico.

## Biografia
Nato in Inghilterra, si trasferì con la famiglia all'età di quattro anni a Chicago, dove iniziò l'attività di attore in una comunità teatrale. Tremayne è stato sposato quattro volte. Quando morì nel 2003, era sposato con la sua quarta moglie, Joan. Dopo aver partecipato a più di 30.000 trasmissioni, Tremayne è stato eletto alla National Radio Hall of Fame nel 1995. Nel 2003, morì per una insufficienza cardiaca al St. John's Health Center di Santa Monica, in California, all'età di 90 anni.  Fu sepolto nel Westwood Village Memorial Park Cemetery.

## Carriera

### Radio
Iniziò a lavorare in radio a 17 anni. Nel corso degli anni 30 e 40, andavano in onda ben 45 spettacoli a settimana con Les Tremayne. In sostituzione di Don Ameche, recitò in The First Nighter Program dal 1936 al 1942 e in The Adventures of the Thin Man e The Romance of Helen Trent nel corso degli anni 40. Ha anche interpretato il ruolo principale in The Falcon  e il detective Pat Abbott in Abbott Mysteries dal  1946 al 1947. Condusse poi un talk show mattutino, The Tremaynes, con la seconda moglie, Alice Reinhardt.
Tremayne era considerato una delle tre voci più note della radio americana dell'epoca insieme a Bing Crosby e al presidente Franklin D. Roosevelt, che conduceva il noto programma radiofonico settimanale in cui si rivolgeva alla nazione.

### Televisione
Tra il 1974 e il 1977, Tremayne apparve nella serie televisiva Shazam! il sabato mattina, una serie basata sul supereroe della DC Comics Capitan Marvel, nel ruolo di Mentor. È apparso in General Hospital nel ruolo di Edward Quartermaine, in sostituzione temporanea di David Lewis nel 1987. Interpretò il defunto Victor Lord per un mese nella soap opera Una vita da vivere  nel 1987 e numerosi altri ruoli minori di serie televisive dagli anni 50 agli anni 80. Dagli anni 70 cominciò anche a prestare la sua voce in produzioni di film d'animazione o serie animate.

### Cinema
Per il cinema ha interpretato diversi ruoli tra cui quelli in A Man Called Peter, La gang, La guerra dei mondi e Intrigo internazionale.

## Filmografia

### Cinema
- Più forte dell'amore (The Blue Veil), regia di Curtis Bernhardt (1951)
- La gang (The Racket), regia di John Cromwell (1951)
- Francis all'accademia (Francis Goes to West Point), regia di Arthur Lubin (1952)
- It Grows on Trees, regia di Arthur Lubin (1952)
- I Love Melvin, regia di Don Weis (1953)
- Tarzan e i cacciatori d'avorio (Tarzan and the She-Devil), regia di Kurt Neumann (1953)
- La sposa sognata (Dream Wife), regia di Sidney Sheldon (1953)
- La guerra dei mondi (The War of the Worlds), regia di Byron Haskin (1953)
- Susanna ha dormito qui (Susan Slept Here), regia di Frank Tashlin (1954)
- A Man Called Peter, regia di Henry Koster (1955)
- Mia moglie è di leva (The Lieutenant Wore Skirts), regia di Frank Tashlin (1956)
- Il pianeta proibito (Forbidden Planet), regia di Fred M. Wilcox (1956)
- Sangue misto (Bhowani Junction), regia di George Cukor (1956)
- La sottana di ferro (The Iron Petticoat), regia di Ralph Thomas (1956)
- Mister X, l'uomo nell'ombra (The Unguarded Moment), regia di Harry Keller (1956)
- Everything But the Truth, regia di Jerry Hopper (1956)
- Unidentified Flying Objects: The True Story of Flying Saucers, regia di Winston Jones (1956)
- La meteora infernale (The Monolith Monsters), regia di John Sherwood (1957)
- In licenza a Parigi (The Perfect Furlough), regia di Blake Edwards (1958)
- Dalla Terra alla Luna (From the Earth to the Moon), regia di Byron Haskin (1958)
- Il marito latino (Count Your Blessings), regia di Jean Negulesco (1959)
- Dinne una per me (Say One for Me), regia di Frank Tashlin (1959)
- Intrigo internazionale (North by Northwest), regia di Alfred Hitchcock (1959)
- Marte distruggerà la Terra (The Angry Red Planet), regia di Ib Melchior (1959)
- Guadalcanal ora zero (The Gallant Hours), regia di Robert Montgomery (1960)
- La storia di Ruth (The Story of Ruth), regia di Henry Koster (1960)
- Shoot Out at Big Sag, regia di Roger Kay (1962)
- Gli ammutinati del Bounty (Mutiny on the Bounty), regia di Lewis Milestone (1962)
- The Slime People, regia di Robert Hutton (1963)
- Agente 007 - Missione Goldfinger (Goldfinger), regia di Guy Hamilton (1964)
- Strani compagni di letto (Strange Bedfellows), regia di Melvin Frank (1965)
- Pazzo per le donne (Girl Happy), regia di Boris Sagal (1965)
- Avventura in oriente (Harum Scarum), regia di Gene Nelson (1965)
- Il pianeta errante, regia di Antonio Margheriti (1966)
- Non per soldi... ma per denaro (The Fortune Cookie), regia di Billy Wilder (1966)
- The Pogo Special Birthday Special, regia di Chuck Jones – cortometraggio (1969)
- Le fragole hanno bisogno di pioggia (Strawberries Need Rain), regia di Larry Buchanan (1970)
- A Very Merry Cricket – cortometraggio (1973)
- The Cricket in Times Square – cortometraggio (1973)
- Oliver Twist (1974)
- Snakes, regia di Art Names (1974)
- Rikki-Tikki-Tavi – cortometraggio (1975)
- Raggedy Ann and Raggedy Andy in the Pumpkin Who Couldn't Smile – cortometraggio (1979)
- Quest – cortometraggio (1984)

### Televisione
- One Man's Family – serie TV, 1 episodio (1949)
- The Philco Television Playhouse – serie TV, 1 episodio (1950)
- The 20th Century-Fox Hour – serie TV, episodio 1x05 (1955)
- The Millionaire – serie TV, 1 episodio (1955)
- The Whistler – serie TV, episodio 1x29 (1955)
- Lux Video Theatre – serie TV, 1 episodio (1956)
- Navy Log – serie TV, episodio 1x18 (1956)
- L'uomo ombra (The Thin Man) – serie TV, episodio 1x13 (1957)
- Mr. Adams and Eve – serie TV, episodio 2x07 (1957)
- Make Room for Daddy – serie TV, 1 episodio (1957)
- The Jack Benny Program – serie TV, 1 episodio (1958)
- Bachelor Father – serie TV, 2 episodi (1958)
- The Court of Last Resort – serie TV, episodio 1x14 (1958)
- The Gray Ghost – serie TV, episodio 1x38 (1958)
- The Further Adventures of Ellery Queen – serie TV, 19 episodi (1958–1959)
- Le avventure di Rin Tin Tin (The Adventures of Rin Tin Tin) – serie TV, 1 episodio (1958–1959)
- Perry Mason – serie TV, 8 episodi (1958–1966)
- June Allyson Show (The DuPont Show with June Allyson) – serie TV, episodio 1x04 (1959)
- State Trooper – serie TV, 1 episodio (1959)
- The Rifleman – serie TV, 1 episodio (1959)
- The Texan – serie TV, episodio 1x17 (1959)
- Il tenente Ballinger (M Squad) – serie TV, 1 episodio (1960)
- Rescue 8 – serie TV, episodio 2x22 (1960)
- Alfred Hitchcock Presenta (Alfred Hitchcock Presents) – serie TV, 2 episodi (1960–1961)
- Carovane verso il west (Wagon Train) – serie TV, 3 episodi (1960–1964)
- Scacco matto (Checkmate) – serie TV, episodio 2x05 (1961)
- Whispering Smith – serie TV, episodio 1x05 (1961)
- I racconti del West (Dick Powell's Zane Grey Theater) – serie TV, 1 episodio (1961)
- Thriller – serie TV, 1 episodio (1961)
- Gli uomini della prateria (Rawhide) – serie TV, episodio 3x12 (1961)
- Mister Ed, il mulo parlante (Mister Ed) – serie TV, 2 episodi (1961–1965)
- G.E. True – serie TV, episodio 1x09 (1962)
- Il padre della sposa (Father of the Bride) – serie TV, 1 episodio (1962)
- The New Breed – serie TV, episodio 1x23 (1962)
- About Time – film TV  (1962)
- L'ora di Hitchcock (The Alfred Hitchcock Hour) – serie TV, 1 episodio (1962–1964)
- Bonanza – serie TV, 2 episodi (1962–1970)
- Dakota (The Dakotas) – serie TV, episodio 1x18 (1963)
- The Wide Country – serie TV, episodio 1x25 (1963)
- General Hospital – serie TV, 1 episodio (1963)
- Il dottor Kildare (Dr. Kildare) – serie TV, 2 episodi (1963–1965)
- The Beverly Hillbillies – serie TV, 1 episodio (1964)
- Viaggio in fondo al mare (Voyage to the Bottom of the Sea) – serie TV, 1 episodio (1964)
- Indirizzo permanente (77 Sunset Strip) – serie TV, episodio 6x18 (1964)
- Mr. Novak – serie TV, episodio 1x17 (1964)
- My Living Doll – serie TV, episodi 1x05-1x20 (1964-1965)
- Il mio amico marziano (My Favorite Martian) – serie TV, 1 episodio (1965)
- Il virginiano (The Virginian) – serie TV, 2 episodi (1965–1966)
- Hank – serie TV, 1 episodio (1966)
- Creature of Destruction – film TV  (1967)
- Al banco della difesa (Judd for the Defense) – serie TV, 1 episodio (1969)
- Curiosity Shop – serie TV, 1 episodio (1971)
- Shazam! – serie TV, 28 episodi (1974–1976)
- Yankee Doodle Cricket – film TV d'animazione, solo voce  (1975)
- Hazzard (The Dukes of Hazzard) – serie TV, 1 episodio (1982)
- Una vita da vivere (One Life to Live) – serie TV, 1 episodio (1987)

## Doppiatori italiani
- Bruno Persa in La guerra dei mondi, La meteora infernale
- Gualtiero De Angelis in La gang, Guadalcanal ora zero
- Amilcare Pettinelli in La storia di Ruth
- Nando Gazzolo in Strani compagni di letto
- Manlio Busoni in Intrigo internazionale
- Leo Valeriano in Daffy Duck e l'isola fantastica
- Riccardo Mantoni in Pazzo per le donne